# Rotación (empleo)

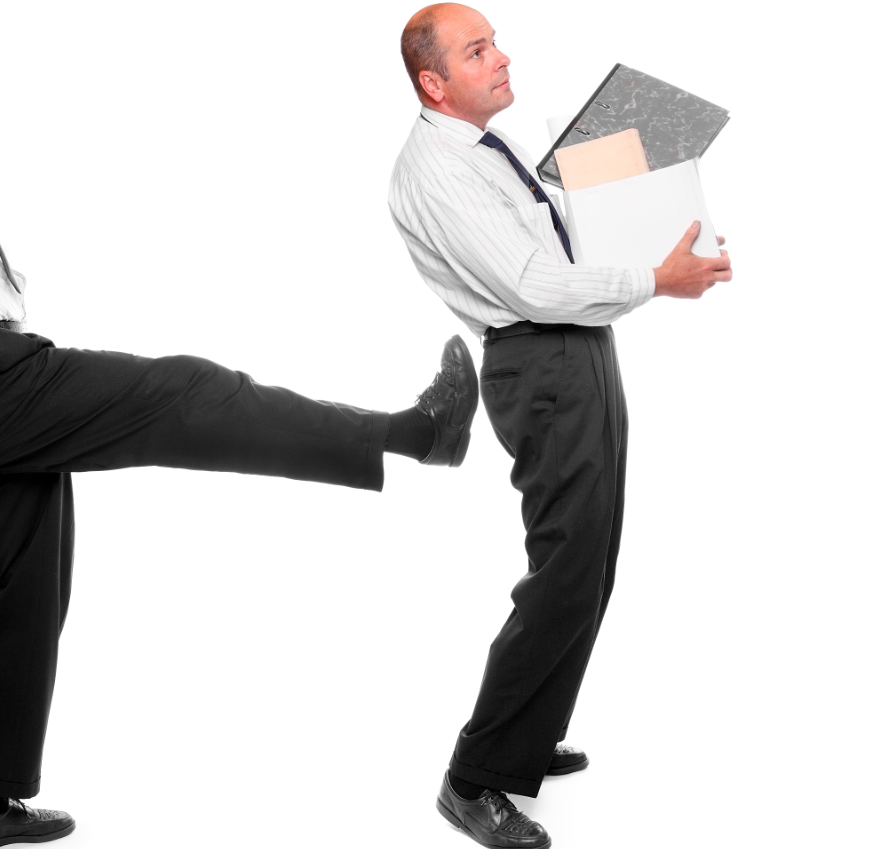
Representación humorística de la sustitución de un empleado de cuello blanco

En recursos humanos, la rotación es el acto de reemplazar a un empleado por un nuevo empleado. Las separaciones entre organizaciones y empleados pueden consistir en terminación, jubilación, muerte, transferencias interinstitucionales y renuncias. La rotación de una organización se mide como una tasa porcentual, que se conoce como su tasa de rotación. La tasa de rotación es el porcentaje de empleados en una fuerza laboral que se van durante un cierto período de tiempo. Las organizaciones e industrias en su conjunto miden su tasa de rotación durante un año fiscal o calendario.Demasiada rotación no solo es costosa, sino que también puede dar una mala reputación a una organización.
Si se dice que un empleador tiene una alta tasa de rotación en relación con sus competidores, significa que los empleados de esa empresa tienen una permanencia promedio más corta que los de otras empresas en la misma industria. La alta rotación puede ser perjudicial para la productividad de una empresa si los trabajadores calificados se van a menudo y la población de trabajadores contiene un alto porcentaje de novatos. Las empresas suelen realizar un seguimiento interno de la rotación en todos los departamentos, divisiones u otros grupos demográficos, como la rotación de mujeres frente a la de hombres. Además, las empresas realizan un seguimiento de la rotación voluntaria con mayor precisión al presentar encuestas a los empleados que se despiden, identificando así las razones específicas de por qué pueden optar por renunciar. Muchas organizaciones han descubierto que la rotación se reduce significativamente cuando los problemas que afectan a los empleados se abordan de manera inmediata y profesional. Las empresas tratan de reducir las tasas de rotación de empleados ofreciendo beneficios tales como días de enfermedad pagados, días festivos pagados y horarios flexibles.

## Terminologías
La deserción de empleados y la rotación de empleados se refieren a un empleado que renuncia al trabajo y, a menudo, se usan como sinónimos. Para los dos primeros términos, la diferencia se debe al contexto, es decir, las razones por las cuales el empleado se fue. Si bien la deserción suele ser voluntaria o natural, como la jubilación o la renuncia, la rotación se refiere tanto a las salidas voluntarias como a las involuntarias. Si bien la rotación incluye a los empleados que se van por su propia voluntad, también se refiere a los empleados que son despedidos o despedidos involuntariamente. En el caso de rotación, la función de recursos humanos es reemplazar a los empleados, mientras que los puestos vacantes por deserción pueden permanecer vacantes. La rotación de empleados se refiere al número total de casos de deserción y rotación combinados.

## Tipos de rotación
Hay cinco categorías en las que se puede clasificar la rotación.
- Rotación voluntaria vs involuntaria: la rotación voluntaria ocurre cuando un empleado elige voluntariamente renunciar a la organización. La rotación voluntaria podría ser el resultado de una oferta de trabajo más atractiva, conflicto de personal o falta de oportunidades de ascenso. La rotación involuntaria ocurre cuando el empleador toma la decisión de despedir a un empleado y el empleado es obligado a abandonar su puesto. La rotación involuntaria podría ser el resultado de un desempeño deficiente, conflicto de personal, una cláusula de empleo a voluntad, etc.[1]
- Rotación funcional vs disfuncional: la rotación funcional ocurre cuando un empleado de bajo rendimiento deja la organización.La rotación funcional reduce la cantidad de papeleo que una empresa debe presentar para deshacerse de un empleado de bajo rendimiento. En lugar de tener que pasar por el proceso potencialmente difícil de demostrar que un empleado es inadecuado, la empresa simplemente respeta su propia decisión de irse. La rotación disfuncional ocurre cuando un empleado de alto rendimiento deja la organización. La rotación disfuncional puede ser potencialmente costosa para una organización y podría ser el resultado de una oferta de trabajo más atractiva o la falta de oportunidades en el avance profesional.[1]
- Rotación evitable frente a inevitable: la rotación evitable ocurre en circunstancias evitables que la organización puede cambiar para que los empleados cambien de opinión y no renuncien, como salarios y recompensas más bajos o malas condiciones de trabajo. La rotación inevitable ocurre bajo circunstancias inevitables, como una mudanza familiar, una enfermedad grave o la muerte.[2][5]
- Rotación interna vs externa: la rotación interna ocurre cuando los empleados dejan su puesto actual y obtienen un nuevo trabajo dentro de la misma empresa. Está relacionado con la contratación interna, en la que las empresas cubren las vacantes a través de sus empleados. La rotación externa, por su parte, se refiere a los casos en los que el trabajador y el empleador se separan, ya sea de forma voluntaria o involuntaria.[6]
- Rotación calificada vs no calificada: los empleados sin educación y sin capacitación a menudo tienen una alta tasa de rotación y, por lo general, pueden ser reemplazados sin que la organización o empresa sufra una pérdida de rendimiento. El hecho de que estos trabajadores puedan ser fácilmente reemplazados ofrece pocos incentivos para que los empleadores ofrezcan contratos laborales generosos; por el contrario, los contratos pueden beneficiar en gran medida al empleador y conducir a una mayor rotación a medida que los trabajadores buscan y finalmente encuentran un empleo más favorable. Por otro lado, los puestos calificados y educados pueden representar un riesgo para la empresa si se van, lo que genera costos de reemplazo y desventajas competitivas para la empresa.[7]

## Evolución

### Estados Unidos
Como muestran los datos de facturación en los Estados Unidos, la tasa de rotación ha ido en aumento durante los últimos 9 años. El único período que es una excepción, como era de esperar, es cuando ocurrió la primera ola debido a la pandemia de Covid-19, en la que las personas no tuvieron oportunidad de cambiar su trabajo. Luego de este período, el fenómeno experimenta una importante aceleración en su crecimiento (Gran Renuncia). Las posibles causas incluyen el deseo de trabajar para empresas con mejores políticas laborales (es decir, el equilibrio entre la vida laboral y personal, la autonomía, el trabajo inteligente), el deseo de tener un trabajo más satisfactorio y oportunidades de avance profesional, y preocupaciones de seguridad relacionadas con la pandemia de COVID-19.
Tendencias de deserción en los últimos 9 años. En el eje x se muestran los años, y en el eje y los abandonos anuales (%). Fuente: Oficina de Estadísticas Laborales de EE. UU.

## Costos
Cuando se tienen en cuenta los costos (tanto los costos reales, como el tiempo necesario para seleccionar y reclutar un reemplazo, como los costos de oportunidad, como la pérdida de productividad), se ha estimado que el costo de la rotación de empleados para las organizaciones con fines de lucro está entre el 30% (la cifra utilizada por la American Management Association) hasta más del 150% de la retribución de los empleados. Hay costos directos e indirectos. Los costos directos se relacionan con los costos de salida, los costos de reemplazo y los costos de transición, y los costos indirectos se relacionan con la pérdida de producción, los niveles de rendimiento reducidos, las horas extraordinarias innecesarias y la baja moral. El verdadero costo de la rotación dependerá de una serie de variables, incluida la facilidad o dificultad para cubrir el puesto y la naturaleza del trabajo en sí. Estimar los costos de rotación dentro de una organización puede ser un ejercicio que vale la pena, especialmente porque es poco probable que los “costos de rotación” aparezcan en los balances de una organización. Algunos de los costos directos se pueden calcular fácilmente, mientras que los costos indirectos a menudo pueden ser más difíciles de determinar y pueden requerir "conjeturas informadas". Sin embargo, calcular incluso una idea aproximada de los gastos totales relacionados con la rotación puede estimular la planificación de acciones dentro de una organización para mejorar el ambiente de trabajo y reducir la rotación. Encuestar a los empleados en el momento en que dejan una organización también puede ser un enfoque eficaz para comprender los impulsores de la rotación dentro de una organización en particular. En un contexto de atención médica, la rotación de personal se ha asociado con peores resultados para los pacientes.

## Causas de alta o baja rotación
La alta rotación a menudo significa que los empleados no están satisfechos con sus trabajos, especialmente cuando es relativamente fácil encontrar uno nuevo. También puede indicar condiciones inseguras o insalubres, o que muy pocos empleados brindan un desempeño satisfactorio (debido a expectativas poco realistas, procesos o herramientas inapropiados, o una mala selección de candidatos). La falta de oportunidades y desafíos profesionales, la insatisfacción con el alcance del trabajo o el conflicto con la gerencia se han citado como predictores de una alta rotación.
Cada empresa tiene sus propios impulsores de rotación únicos, por lo que las empresas deben trabajar continuamente para identificar los problemas que causan la rotación en su empresa. Además, las causas de la deserción varían dentro de una empresa, de modo que las causas de la rotación en un departamento pueden ser muy diferentes de las causas de la rotación en otro departamento. Las empresas pueden utilizar las entrevistas de salida para averiguar por qué los empleados se van y los problemas que encontraron en el lugar de trabajo.
Existen varias teorías psicológicas y de gestión sobre los tipos de características de un trabajo que son satisfactorios para los empleados y que, a su vez, deberían minimizar la rotación voluntaria externa. Los ejemplos incluyen la teoría de los dos factores de Herzberg, la teoría de las necesidades de McClelland y el modelo de características del trabajo de Hackman y Oldham.

### Estrés
La evidencia sugiere que el estrés es la principal causa de rotación en las organizaciones.

### Percepciones de injusticia e injusticia
La investigación de James DeConinck y Dean Stilwell, en 2004, sugiere que la justicia organizacional juega un papel importante en la intención de un empleado de salir de una organización. Las percepciones de equidad son antecedentes y determinantes de la intención de rotación, especialmente en la forma en que se trata a los empleados, los resultados se distribuyen de manera justa y los procesos y procedimientos se siguen de manera consistente.

### Acoso
Varios estudios informan una relación positiva entre la intimidación, la intención de irse y la alta rotación. En algunos casos, el número de personas que realmente se van es solo “la punta del iceberg”. Muchos más que quedan han considerado irse. En el estudio irlandés de O'Connell et al. (2007), el 60 % de los encuestados consideró abandonar la organización, mientras que el 15 % la abandonó. En un estudio de miembros de sindicatos del sector público, aproximadamente uno de cada cinco trabajadores informó haber considerado abandonar el lugar de trabajo como resultado de presenciar el acoso. Rayner explicó estas cifras señalando la presencia de un clima de miedo en el que los empleados consideraban que informar era inseguro, donde los acosadores se habían «salido con la suya» anteriormente a pesar de que la gerencia sabía de la presencia de intimidación. Uno puede detectar fácilmente una oficina con un problema de intimidación: hay una tasa de rotación excepcionalmente alta. Si bien no todos los lugares con alta rotación de personal son sitios de acoso laboral, casi todos los lugares que tienen un acosador a cargo tendrán una alta rotación de personal y absentismo.

### Narcisismo y psicopatía
Según el investigador Davis Thomas, tiende a haber un mayor nivel de estrés con las personas que trabajan o interactúan con un narcisista, lo que a su vez aumenta el ausentismo y la rotación de personal. Clive Boddy encuentra la misma dinámica donde hay un psicópata corporativo en la organización.

### Inversiones
La baja rotación puede indicar la presencia de "inversiones" de los empleados (también conocidas como "apuestas paralelas") en su puesto: ciertas pueden disfrutarse mientras el empleado permanece empleado en la organización, que se perderían con la renuncia (p. ej., seguro de salud, préstamos hipotecarios con descuento, paquetes de despido). Se esperaría que dichos empleados demostraran una menor intención de irse que si tales "apuestas paralelas" no estuvieran presentes.

## Consecuencias

### Consecuencias negativas
- Costes directos de la rotación: costes de sustitución y contratación (publicidad, entrevistas, pruebas…), tiempo y costes de formación), costos de salida: administración de nómina y recursos humanos,[23] costos de selección y colocación, costos de orientación, salarios perdidos, costos administrativos, pérdida de capital humano y problemas de satisfacción del cliente, tiempo del nuevo empleado para estar cómodo con el nuevo sistema, con el compañero de trabajo, para familiarizarse con el nuevo entorno, etc., problemas de vacantes, pérdida de productividad y rendimiento), costo de la ineficiencia del nuevo personal.[23][24][25][26][27][28][29][30][31][32][33][33]
- Costos indirectos de la rotación: interrupción operativa, desmoralización de los empleados (que permanecen), mayor carga de trabajo, imagen negativa en la organización, los planes de desarrollo de los empleados fallan, funciones diarias no cumplidas, costos ocultos (en lugar de que una organización gaste una cantidad sustancial de dinero y tiempo tratando de encontrar reemplazos para los empleados no comprometidos, podría haber dedicado tales recursos y energía en actividades productivas que contribuyan a impulsar a la organización en el logro de sus objetivos), relaciones con los compañeros de trabajo afectadas negativamente, interpretación de las salidas de un ex colega como un rechazo del trabajo (comienzan a darse cuenta de la posibilidad de que existan mejores oportunidades de trabajo), pérdida de confianza (en el proyecto), las ausencias inesperadas y los compañeros de trabajo restantes tienen que compensar mediante, atención al cliente, frustración de la gerencia, distracciones, pérdida de experiencias y personal calificado/pérdida de conocimiento, pérdida de producción (de aquellos que se van antes de que sean reemplazados, debido a retrasos en la obtención de reemplazos, mientras que los nuevos titulares están en su curva de aprendizaje).[24][26][27][28][23][30][34][35][36][32]

### Consecuencias positivas
- Mejorar el desempeño laboral individual y organizacional: mejores habilidades laborales y más motivación/productividad del nuevo empleado.[27]
- Reducción de conflictos arraigados: resolver conflictos (cuando un supervisor o compañero de trabajo en conflicto deja una organización) [27][30].
- Aumentar la movilidad y la moral: la rotación puede abrir puestos en una jerarquía que de otro modo sería impenetrable, siendo un creador de oportunidades de promoción), “resolver conflictos profundamente arraigados” entre las partes en conflicto y contribuye a la moral de la organización, terminación de malos partidos, creación de oportunidades para el avance.[27][29][34][37]
- Actitudes positivas: satisfacción laboral, compromiso organizacional.[27]
- Plusvalía social: el trabajador recién llegado aumenta su capital social y experimenta la socialización a través del nuevo empleo.[27]
- Establecer la cultura correcta (innovación y adaptación): importar nuevos tipos de conocimiento, ideas, experiencia y habilidades e introducción del cambio.[29][30][34][37]
- Ahorro de costos: licencia de empleados relativamente costosos, mecanismo de afrontamiento para personas bajo estrés e invitar al ausentismo, descuido, sabotaje y otros comportamientos no productivos.[29][34][37]

## Prevención
Los empleados son importantes en cualquier funcionamiento de un negocio, sin ellos el negocio no tendría éxito. Sin embargo, cada vez más empleadores descubren que los empleados permanecen durante aproximadamente 23 a 24 meses, según la Oficina de Estadísticas Laborales de 2006.[cita requerida]. La Fundación de Política de Empleo afirma que le cuesta a una empresa un promedio de $15.000 por empleado, que incluye costos de separación, incluidos trámites, desempleo, costos de vacantes, incluidas las horas extraordinarias o los empleados temporales, y costos de reemplazo que incluyen publicidad, tiempo de entrevista, reubicación, capacitación y disminución de la productividad cuando los colegas se van. Proporcionar un ambiente de trabajo estimulante, que fomente personas felices, motivadas y empoderadas, reduzca la rotación de empleados y las tasas de ausentismo. Promover un ambiente de trabajo que fomente el crecimiento personal y profesional promueve la armonía y el estímulo en todos los niveles, por lo que los efectos se sienten en toda la empresa.
La capacitación y el refuerzo continuos desarrollan una fuerza laboral que es competente, constante, competitiva, eficaz y eficiente. Desde el primer día de trabajo, es importante proporcionar al individuo las habilidades necesarias para realizar su trabajo. Antes del primer día, es importante que la entrevista y el proceso de contratación expongan a los nuevos empleados a una explicación de la empresa, para que las personas sepan si el trabajo es su mejor opción. La creación de redes y estrategias dentro de la empresa proporciona una gestión continua del rendimiento y ayuda a construir relaciones entre compañeros de trabajo. También es importante motivar a los empleados para que se concentren en el éxito del cliente, el crecimiento rentable y el bienestar de la empresa. Los empleadores pueden mantener a sus empleados informados e involucrados incluyéndolos en planes futuros, nuevas compras, cambios de política, así como presentando a los nuevos empleados a los empleados que han ido más allá en las reuniones. El compromiso temprano y el compromiso en el camino muestran a los empleados que son valiosos a través de recompensas de información o reconocimiento, haciéndolos sentir incluidos.
Cuando las empresas contratan a las mejores personas, los nuevos talentos contratados y los veteranos pueden alcanzar los objetivos de la empresa, maximizando la inversión de cada empleado. Tomarse el tiempo para escuchar a los empleados y hacer que se sientan involucrados generará lealtad, lo que a su vez reducirá la rotación y permitirá el crecimiento.

## Cálculo
La rotación laboral es igual al número de empleados que se van, dividido por el número total promedio de empleados (para dar un valor porcentual). El número de empleados que se van y el número total de empleados se miden durante un año calendario.{\displaystyle {\mbox{Rotación laboral}}={\frac {\mbox{NELDY}}{\mbox{(NEBY + NEEY)/2}}}}Dónde:
- NELDY = Número de empleados que se fueron durante el año
- NEBY = Número de Empleados al Inicio del Año
- NEEY = Número de Empleados al Final del Año

Por ejemplo, al inicio del año una empresa tenía 40 empleados, pero durante el año 9 empleados renunciaron con 2 nuevas contrataciones, quedando así 33 empleados al final del año. De ahí que la facturación de este año sea del 25%. Esto se deriva de, (9/((40+33)/2)) = 25%. Sin embargo, la fórmula anterior debe aplicarse con precaución si se agrupan los datos. Por ejemplo, si la tasa de deserción se calcula para empleados con antigüedad de 1 a 4 años, la fórmula anterior puede resultar en una tasa de deserción inflada artificialmente ya que los empleados con antigüedad de más de 4 años no se cuentan en el denominador.
También se han desarrollado cálculos más precisos de la facturación. Por ejemplo, en lugar de promediar los recuentos desde el principio y el final del año, podemos calcular el denominador de la rotación laboral promediando el recuento de cada día del año. Un enfoque aún mejor es evitar los diversos problemas inherentes a las tasas de rotación laboral tradicionales mediante el empleo de métodos más avanzados y precisos (por ejemplo, análisis del historial de eventos, tasas de rotación realizadas).

## Modelos
A lo largo de los años, ha habido miles de artículos de investigación que exploran los diversos aspectos de la rotación de personal y, a su debido tiempo, se han promulgado varios modelos de rotación de empleados. El primer modelo, y con mucho el que más atención obtuvo de los investigadores, fue presentado en 1958 por March & Simon. Después de este modelo ha habido varios esfuerzos para ampliar el concepto. Desde 1958 se han publicado los siguientes modelos de rotación de empleados.
- March y Simon (1958) Modelo de proceso de rotación
- Porter & Steers (1973) Modelo de expectativas cumplidas
- Price (1977) Modelo causal de rotación
- Mobley (1977) Modelo de vínculos intermedios
- Hom y Griffeth (1991) Modelo de rotación de vínculos alternativos
- Whitmore (1979) Modelo gaussiano inverso para la rotación laboral
- Modelo de rotación de Steers y Mowday (1981)
- Sheridan y Abelson (1983) Modelo de catástrofe cúspide de la rotación de empleados
- Jackofsky (1984) Modelo de proceso integrado
- Lee et al. (1991) Modelo de despliegue de rotación voluntaria de empleados[45]
- Aquino et al. (1997) Modelo de cogniciones referentes
- Mitchell & Lee (2001) Modelo de integración laboral

- Satisfacción laboral